# Watu Puda
Watu Puda is een bestuurslaag in het regentschap Oost-Soemba van de provincie Oost-Nusa Tenggara, Indonesië. Watu Puda telt 1328 inwoners (volkstelling 2010).